# Karly Shorr
Karly Shorr (* 18. Mai 1994 in Commerce Township, Michigan) ist eine ehemalige US-amerikanische Snowboarderin. Sie startete in den Freestyledisziplinen.

## Werdegang
Shorr nahm von 2010 bis 2017 an Wettbewerben der FIS und der Ticket to Ride World Snowboard Tour teil. Dabei holte sie im Januar 2010 im Slopestyle bei der U.S. Revolution Tour am Mount Snow in ihren ersten Sieg. Bei den Snowboard-Juniorenweltmeisterschaften 2011 in Chiesa in Valmalenco gewann sie die Bronzemedaille im Slopestyle. Ihr erstes Weltcuprennen fuhr sie im Januar 2013 in Copper Mountain, welches sie auf dem 11. Rang im Slopestyle beendete. Bei ihrer ersten Olympiateilnahme 2014 in Sotschi kam sie auf den sechsten Rang im Slopestyle. In der Saison 2014/15 errang sie im Slopestyle beim U.S. Snowboarding Grand Prix und Weltcuprennen in Park City den zweiten Platz und erreichte damit den vierten Rang im Slopestyle-Weltcup. Bei den Snowboard-Weltmeisterschaften 2015 am Kreischberg belegte sie den 13. Platz im Big Air und den neunten Rang im Slopestyle. Im März 2015 siegte sie im Slopestyle bei den Pamporovo Freestyle Open in Pamporowo. In der Saison 2015/16 wurde sie beim U.S. Grand Prix und Weltcup in Mammoth Dritte und beim Weltcup im Bokwang Phoenix Park in Pyeongchang Zweite im Slopestyle. Im März 2016 belegte sie den zweiten Rang im Slopestyle bei den Burton US Open in Vail. Bei den Snowboard-Weltmeisterschaften 2016 in Yabuli errang sie den zehnten Platz im Big Air und den neunten Platz im Slopestyle. Zum Saisonende belegte sie den vierten Platz im Freestyle-Weltcup und den zweiten Rang im Slopestyle-Weltcup. Im folgenden Jahr wurde sie bei den Winter-X-Games 2017 in Aspen Sechste im Slopestyle und errang bei den Snowboard-Weltmeisterschaften 2017 in Sierra Nevada den 26. Platz im Big Air und den vierten Platz im Slopestyle.